# Julius Johann von Vieregg
Julius Johann von Vieregg (1689 – 15. april 1756 i Fredericia) var en tysk adelsmand og dansk officer.
Han blev 13. maj 1710 sekondløjtnant i Dronningens Livregiment, forflyttet 24. april 1711 til Grenaderkorpset, 15. december 1716 premierløjtnant, forflyttet 15. december 1718 til Fodgarden, 29. juli 1720 kaptajn i Grenaderkorpset, 7. februar 1730 oberstløjtnant i oldenborgske nationale Infanteriregiment, 1. maj 1731 underfører ved Drabantgarden, 18. april 1734 oberstløjtnant ved fyenske gevorbne Infanteriregiment, 2. juni 1734 karakteriseret oberst, 6. oktober 1744 kommandør for regimentet. Han blev 28. oktober 1749 generalmajor og 5. april 1752 kommandant i Fredericia, hvor han døde 15. april 1756
Han var gift 1. gang med Dorothea Lucia von Plessen (død 12. maj 1748) og 2. gang med Lucretia Charlotte von Plessen (død 16. juli 1756 i Fredericia).